# Karel Krejčík (1956)
Karel Krejčík (* 1. září 1956) je bývalý český fotbalista, útočník. Po skončení aktivní kariéry působí jako trenér.

## Fotbalová kariéra
V československé lize hrál za Spartak Hradec Králové. Gól v lize nedal.

## Ligová bilance
| Ročník                                   | Zápasy | Góly | Klub                   |
| ---------------------------------------- | ------ | ---- | ---------------------- |
| 1. československá fotbalová liga 1980/81 | -      | 0    | Spartak Hradec Králové |
| CELKEM                                   | -      | 0    |                        |

## Trenérská kariéra
V roce 1997 vedl v lize AFK Atlantic Lázně Bohdaneč.